# Alex aurantiata
Alex aurantiata é uma espécie de inseto do gênero Alex, pertencente à família Formicidae.